# Босмина
Босмините (Bosmina longirostris) са вид хрилоноги от семейство Bosminidae.
Таксонът е описан за пръв път от Ото Фридрих Мюлер през 1776 година.